# هاکلبری فین (فیلم ۱۹۳۱)
«هاکلبری فین» (انگلیسی: Huckleberry Finn) یک فیلم به کارگردانی نورمن تاروگ است که در سال ۱۹۳۱ منتشر شد. از بازیگران آن می‌توان به جکی کوگان، جونیور دورکین، و میتزی گرین اشاره کرد.